# Auktoritet
Ej att förväxla med auktor.

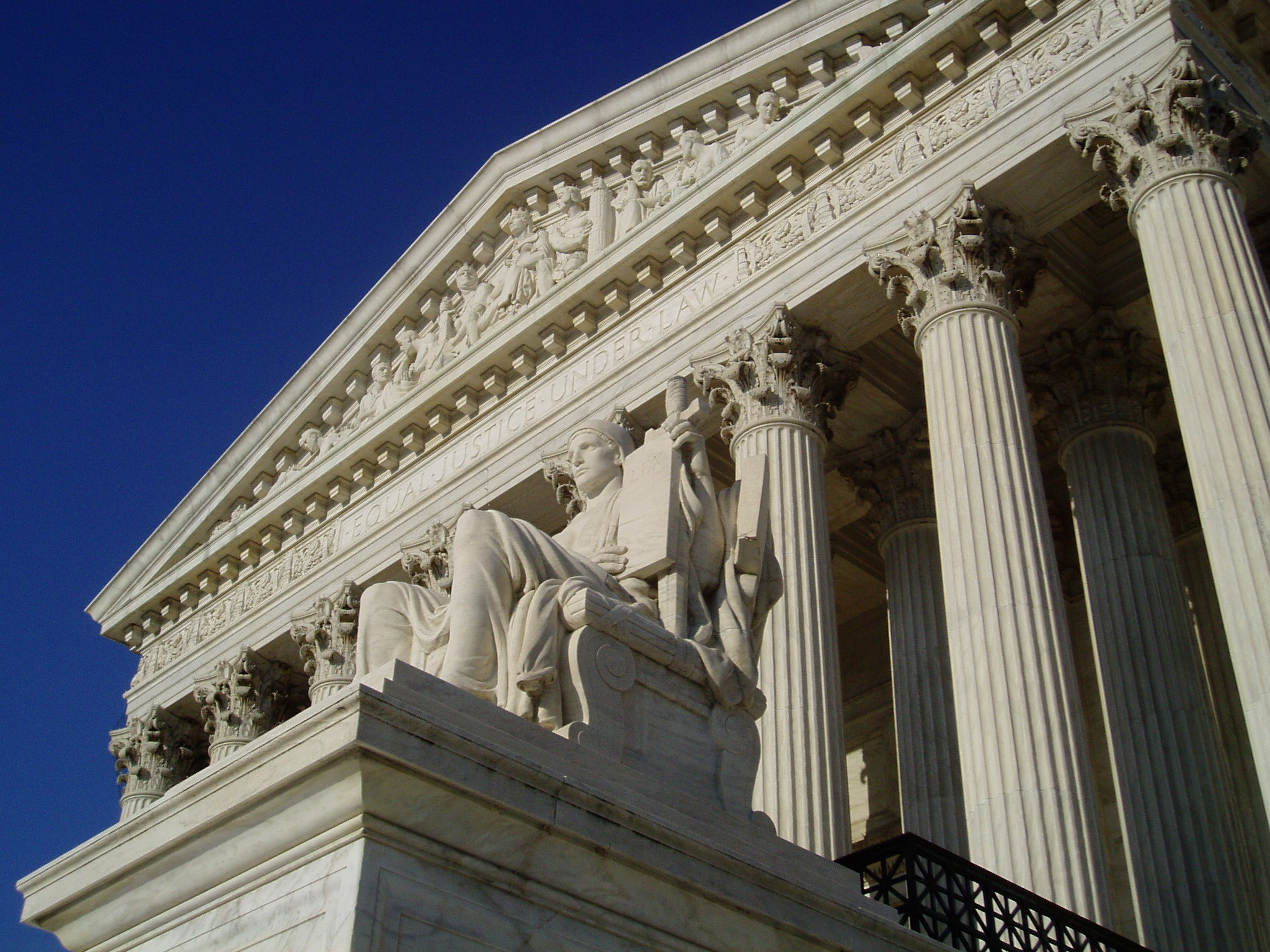
Authority of Law, staty vid trappan till USA:s högsta domstol.

Auktoritet, av latin auctoritas, bemyndigande; myndighet, att ingiva respekt, fullmakt eller tillstånd att göra någonting, eller förmåga att driva igenom sin vilja, någon med legitim makt. 
Begreppets betydelse inom sociologin utvecklades av Max Weber, som definierade det som "sannolikheten att en order med ett givet innehåll åtlyds av specifikt angivbara personer". Auktoritet är med Webers synsätt en form av makt: makt som grundas på frivillig underkastelse från de åtlydande. Makt som bygger på hot eller våld inbegrep han inte i begreppet. Orsaken till den frivilliga underkastelsen kan vara till exempel ideologiska motiv, känsloband, materiella intressen, men alla ledare söker enligt Weber legitimera sin auktoritet. Det finns enligt Weber tre former av legitim auktoritet (auktoritet som det förekommer att människor godtar): 
- Legal auktoritet är maktutövning som uppfattas som legitim då den grundar sig i allmänt vedertagna lagar och regler. För denna auktoritet är det centralt att reglerna tagits fram på ett sådant sätt att de uppfattas som riktiga.[1]
- Traditionell auktoritet är maktutövning som accepteras då den bygger på en tro att gamla styrsystem och makt är riktiga då de funnits länge. Exempel är mannens roll i familjen eller prästens roll i samhället.[1]
- Karismatisk auktoritet bygger på upplevda personliga egenskaper hos en ledare som får andra att vilja följa denne.[1]

Weber använde dessa begrepp som redskap för sin sociologiska analys av historien. Vidare definierade han politiska organisationer som auktoritetsorganisationer. De flesta människor har någon auktoritet som de sätter sin tillit till, och det verkar fylla en psykologisk funktion.
Ofta anförs förutom Webers typer professionell auktoritet, vilket innebär att man accepterar maktbruk på grund av utövarens kompetens. Ett exempel på är Milgrams lydnadsexperiment där försökspersonerna fortsatte i tron att de gav okända människor starka elchocker så länge en professionell auktoritet garanterade att det var rätt och riktigt.